# Sakko i Vantsetti
Sakko i Vantsetti (ukrainien : Са́кко і Ванце́тті ; russe : Са́кко и Ванце́тти, traduction : Sacco et Vanzetti) est un village du raïon de Bakhmout, situé dans l'oblast de Donetsk, dans l'est de l'Ukraine.
Le village porte le nom des anarchistes italiens Nicola Sacco et Bartolomeo Vanzetti qui ont été reconnus coupables de manière controversée du meurtre d'un caissier et de son garde du corps lors du braquage d'une usine de chaussures aux États-Unis. Ils ont été exécutés en 1927 puis réhabilités en 1977 par le gouverneur du Massachusetts Michael Dukakis. La propagande soviétique (en) célébrait Sacco et Vanzetti comme des prolétaires et des révolutionnaires injustement accusés.

## Géographie
La localité se situe sur la rive ouest de la rivière Bakhmouta, affluente de la rivière Donets, dans le bassin hydrographique du fleuve Don. Elle se trouve à 84 km au nord de la ville Donetsk.

## Histoire
Le 1er février 2023, durant l'invasion russe de l'Ukraine, l'oligarque russe Evgueni Prigojine affirme que ses combattants paramilitaires du groupe Wagner ont capturé le village, publiant une photo prétendant montrer quatre de ses soldats posant devant « la seule maison subsistante à Sakko i Vantsetti », bien qu'il n'y ait pas d'autres bâtiments qui aient été détruits auparavant,,. À la mi-mai 2023, les forces russes auraient reculé du village à la suite de contre-attaques ukrainiennes locales.

## Démographie
Le recensement de 1989 réalisé dans la république socialiste soviétique d'Ukraine de l'Union soviétique enregistre une population totale de 19 personnes pour le village de Sakko i Vantsetti, 12 hommes et 7 femmes. La population décline au moment du premier recensement ukrainien indépendant de 2001 (en), qui enregistre 3 habitants dans le village.